# Slottsloven
Slottsloven betecknade i äldre tider befälhavare på ett befäst slott, borg, fästning eller liknande. Sådana anläggningar var byggda för att kunna motstå en långvarig belägring, vilket förutsatte ett befälhavaren hade ett självständigt ansvar för borgen gentemot sin länsherre, som kunde vara kungen, biskopen eller någon annan storman.[källa behövs] Ursprungligen betecknade slottsloven befälhavarens och eventuellt hans närmaste underlydandes skriftliga loven eller löfte till sin länsherre, men ordet övergick senare till att beteckna befälhavaren själv.[källa behövs]
Vid framväxten av en statlig administration fick slotten från 1300-talet en roll vid uppbörden av skatter, vilket gjorde slottsloven till en central person i detta system. Vid Axel Oxenstiernas reform av statsadministrationen 1634 övertog landshövdingen slottslovens administrativa befogenheter.[källa behövs]